# シモーネ・ジョンソン
シモーネ・ジョンソン（Simone Johnson、2001年8月14日 - ）は、アメリカ合衆国フロリダ州デイビー出身のプロレスラー。父親は、元プロレスラーのザ・ロックである。四世レスラー。

## 来歴
10月25日、エイヴァ・レインというリングネームでNXTのショーでザ・スキズムと共に、デビューした。
その後、リングネームをエイヴァに変更し、チェイス・ユニバーシティーとライバル関係に当たった。